# 간접 사격

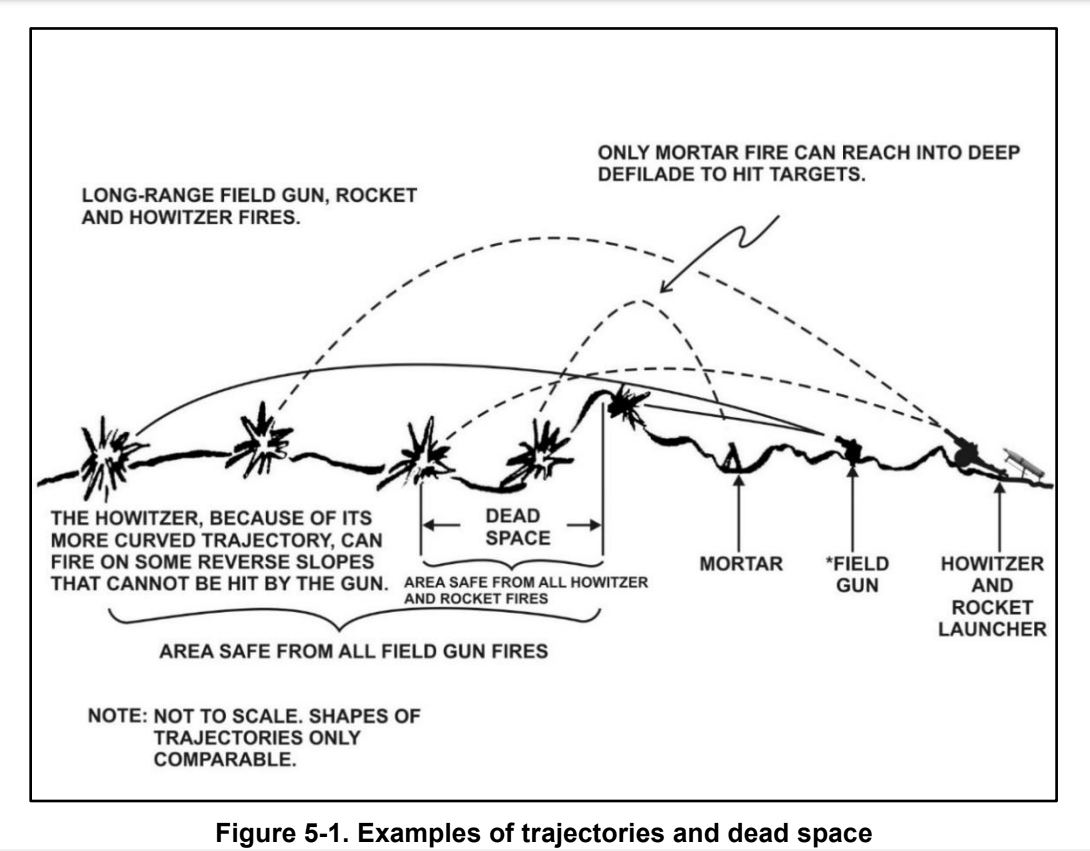
로켓, 곡사포, 야포, 박격포의 간접 사격 궤적

간접 사격(indirect fire)은 직접 사격과 마찬가지로 총과 표적 사이의 직접적인 시야에 의존하지 않고 발사체를 조준하고 발사하는 것이다. 조준은 방위각과 경사도를 계산하여 수행되며, 사격의 낙하를 관찰하고 새로운 각도를 계산하여 조준을 수정하는 것도 포함될 수 있다.

## 설명
간접 사격은 야전 포병과 박격포에서 가장 일반적으로 사용된다(야전 포병은 원래 제1차 세계 대전 이후까지 직접 사격 무기였기 때문에 유명한 M1897 75mm와 같은 총포 마차에 총알 방패가 장착되어 있었지만). 또한 미사일, 곡사포, 로켓 포병, 다연장 로켓 발사기, 순항 미사일, 탄도 미사일, 해안 표적에 대한 해군 총, 때로는 기관총과 함께 사용되며 표면 표적에 대하여 탱크 및 대전차포 및 대공포와 함께 사용되었다.